# Pú Hồng
Pú Hồng là một xã thuộc huyện Điện Biên Đông, tỉnh Điện Biên, Việt Nam.

## Địa lý
Xã Pú Hồng có vị trí địa lý:
- Phía đông giáp xã Tìa Dình
- Phía tây giáp huyện Điện Biên
- Phía nam giáp tỉnh Sơn La
- Phía bắc giáp xã Phình Giàng.

Xã Pú Hồng có diện tích 122,39 km², dân số năm 2022 là 5.759 người, mật độ dân số đạt 47 người/km².

## Hành chính
Xã Pú Hồng được chia thành 17 thôn, bản.

## Lịch sử
Ngày 6 tháng 6 năm 2005, Chính phủ ban hành Nghị định số 72/2005/NĐ-CP về việc thành lập xã Pú Hồng trên cơ sở 12.650 ha diện tích tự nhiên và 3.443 nhân khẩu của xã Phình Giàng.